# Serious Day
《Serious Day》는 대한민국의 싱어송라이터 이승환이 발매한 편집 앨범이다. 전작 Egg의 Over Easy에 이어서 완전한 록 앨범을 내겠다며 발매했으나 여전히 이승환의 발라드를 선호하는 대중들에게서는 뜨거운 반응을 얻지는 못했다. 신곡도 4곡으로 적은 편이었고 기존에 발표했던 곡들도 원곡과 거의 차이가 없어 아쉬움을 주었다.
이승환의 정규 앨범에서 볼 수 없었던 '어둠 그 별빛'은 김현식 헌정 앨범, '사랑일 뿐이야'는 들국화 헌정 앨범에 수록되었던 곡이다. 또한 《The War in Life》의 히든트랙이었던 ‘새대가리’가 정식으로 수록되었다. 
앨범 발매 직후 Play 전국 순회 콘서트를 열었다. 앨범 판매량은 65,724장이다.

## 곡 목록
1. "Inmost" – 3:55
2. "망각" – 4:44
3. "왜" – 4:09
4. "어둠 그 별빛" – 5:48
5. "사랑일 뿐이야" – 5:56
6. "푸념" – 4:06
7. "붉은 낙타" – 4:27
8. "악연" – 5:10
9. "아이에서 어른으로" – 4:57
10. "안식" – 5:12
11. "위험한 낙원" – 6:18
12. "Rumour" – 3:16
13. "觀" – 3:47
14. "새대가리" – 4:26
15. "나의 영웅" – 5:21

- 1, 2, 8, 10번 트랙이 신곡이다.
- 6, 7, 9번 트랙은 Cycle ; 12, 14, 15번 트랙은 The War in Life ; 3, 11, 13번 트랙은 Egg의 Over Easy에 수록되었던 곡이다.

## 스태프
- Produced by 이승환
- Photography 김대형
- Designed by 노은경 for DreamFactory
- Stylist 김윤정 for DreamFactory
- Hair 진정수
- Make Up 이진아 for DreamFactory
- Mastered by Tom Coyne
- Mastered at Sterling Sound, New York
- Recorded and Mixed at DreamFactory
- Executive Producer 이승환

## 같이 보기
- 이승환 디스코그래피
- 이승환 콘서트